# Lasioglossum godmanae
Lasioglossum godmanae là một loài Hymenoptera trong họ Halictidae. Loài này được Michener mô tả khoa học năm 1969.